# Фирлей, Ян
Ян Фирлей (1521—1574) — крупный польский государственный деятель, дворянин королевский (1545), секретарь королевский (1554), каштелян белзский (1555—1556), воевода белзский (1556—1561) и любельский (1561—1563), маршалок великий коронный (1563—1574), воевода и староста краковский (1572—1574), староста казимирский и рогатинский. Лидер польских кальвинистов.

## Биография
Ян Фирлей - представитель знатного польского магнатского рода Фирлеев, герба «Леварт». Старший сын воеводы любельского и русского Петра Фирлея (? — 1553) и Катаржины Тенчинской. Младшие братья — воевода любельский Николай (ок. 1531—1588) и каштелян любельский Анджей (ок. 1537—1585).
Ян Фирлей два года проучился в Лейпцигском университете, затем продолжил образование в Падуанском. Совершил путешествие на Ближний Восток, куда направился через Рим: посетил Египет и Палестину. После 4-летнего пребывания за границей, в 1545 году, Ян Фирлей поступил в свиту короля Сигизмунда I. В тот же год он был направлен с поручением к императору Карлу V Габсбургу на сейм I Рейха в Вормс.
После смерти в 1548 году Сигизмунда I, Фирлей имел виды на престол, но вследствие протеста со стороны конкурирующих дворянских родов замыслы его не удались. Но эти попытки Фирлея вызвали к нему огромное недоверие: впоследствии, когда он стал во главе так называемой «партии реформ», требовавшей устранения разных злоупотреблений и определения правил для избрания короля, его обвиняли в придворных интригах, в захвате массы должностей и т. п., а стремление его к реформам приписали его мечтам о короне...
Польским королём стал Сигизмунд II Август, сын покойного. В том же 1548 году Фирлей поступает в его свиту.
В 1550 г. Ян Фирлей перешёл из католицизма в лютеранство, впоследствии стал кальвинистом. Он основал кальвинистскую церковь в Коцке. Фирлей выступил сторонником соглашения кальвинистов с враждебными им арианами (известными в Польше как «социниане», или «польские братья»). 22 марта 1565 г. он организовал в Пётркуве кальвинистско-арианский теологический диспут о Святой Троице. Стороны не пришли к единому мнению, и непримиримый конфликт двух конфессий продолжался ещё многие годы...
7 июля 1572 г. ушёл из жизни тяжело больной Сигизмунд II Август. Ян Фирлей - к тому времени великий маршал коронный и краковский воевода - являлся одним из лидеров протестантского движения в Польше. 28 января 1573 года он стал одним из подписантов Варшавской конфедерации — знакового события в истории Польши и Великого Княжества Литовского (ВКЛ), которое определило основы религиозной терпимости знати и свободных людей в Речи Посполитой и ВКЛ, и считается формальным началом религиозной свободы в Польско-Литовском государстве.
Летом 1573 года маршал Фирлей явился на выборы нового польского короля в Камень (предместье Варшавы) с 200 солдатами и 27 орудиями, чтобы поддержать своего кандидата — шведского короля Юхана. Этот демарш вызвал серьёзное противодействие польских властей, после чего войско маршала отступило к Грохову. 20 мая 1573 г. королём Польши был избран Генрих Валуа. Известие о своём избрании он получил 19 июня, в то время, когда руководил осадой гугенотской (кальвинистской) твердыни Ла-Рошели. Переговоры с осаждёнными быстро привели к заключению мира 2 июля 1573 года, который гарантировал свободу совести на всей территории Франции, однако свободу отправления культа для гугенотов легализовал лишь в городах Ла-Рошель, Монтобан и Ним. Это был неудачный договор, наспех составленный и поспешно заключённый; его истинной целью был благовидный предлог освободить герцога Анжу от осады Ла-Рошели.
Ян Фирлей должен был смириться с избранием королём Генриха Валуа, но остался горячим защитником польских диссидентов. По дороге в Краков, 16 февраля 1574 года, Генрих гостил у Фирлея в Балицах… Когда Генрих перед самой коронацией колебался признать диссидентские привилегии, Фирлей, несший королевскую корону, хотел покинуть костёл. Потом Ян прервал коронацию, подошёл к королю с тремя документами, гарантирующими права и свободы протестантам, и потребовал, чтобы Генрих подписал Артикулы и Пакты. При этом он обратился к последнему со словами: Jurabis, rex, promisisti («Поклянись, король, ты обещал!»). Генриху ничего не оставалось, как подписать.

## Семья и дети
Ян Фирлей Был трижды женат. В 1546/1547 году женился на Софии Бонер (ум. после 1563), от брака с которой имел четырёх сыновей и двух дочерей:
- Николай Фирлей (ум. 1599) — каштелян бецкий и референдарий надворный коронный (1576), воевода краковский (1589—1599), староста любельский и казимирский
- Ядвига Фирлей, жена с 1567 года старосты красныставского Яна Мнишека (ум. 1612)
- София Фирлей, жена с 1594 года Седзивоя Остророга (ум. 1625)
- Анджей Фирлей (ум. 1609), каштелян малогощский (1589) и радомский (1591), староста ковельский
- Ян Фирлей (ум. 1614), подскарбий великий коронный (1590—1609), каштелян войницкий (1613), староста любельский
- Пётр Фирлей (ум. 1619), каштелян завихостский (1609), бецкий (1613) и войницкий (1614), воевода любельский (1617), староста парчевский

До 1565 года вторично женился на Софии Дзиковне (ум. после 1566), от брака с которой имел дочь:
- Анна Фирлей (ум. 1600), жена с 1594 года воеводы сандомирского Яна Збигнева Оссолинского (1555—1623)

В третий раз женился на Барбаре Мнишек (ум. 1580), дочери бургграфа краковского Николая Мнишека (ок. 1484—1553) и Барбары Каменецкой. Дети:
- Генрик Фирлей (1574—1626), каноник сандомирский, пробст плоцкий, секретарь королевский, схоластик краковский (1600), референдарий великий коронный (1605), пробст меховский (1611), подканцлер коронный (1613—1618), епископ луцкий (1616—1617), плоцкий (1617—1624) и архиепископ гнезненский (1624—1626)